# Стацано
Стаца̀но (на италиански: Stazzano; на пиемонтски: Stassan, Стасан) е село и община в Северна Италия, провинция Алесандрия, регион Пиемонт. Разположено е на 225 m надморска височина. Населението на общината е 2424 души (към 2010 г.).